# Умовні знаки і позначення в топографії і маркшейдерії

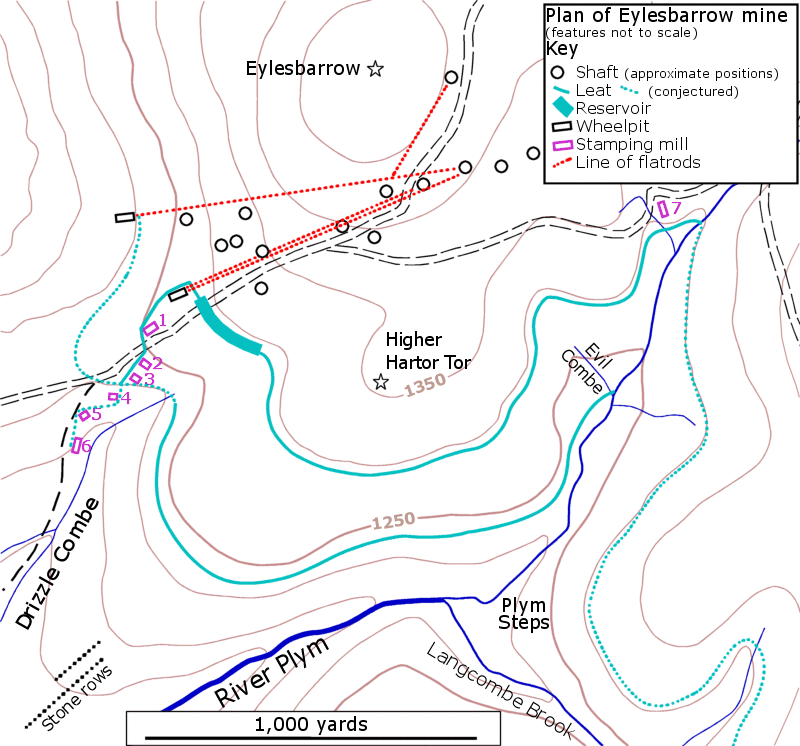
Зразок гірничого плану-карти.

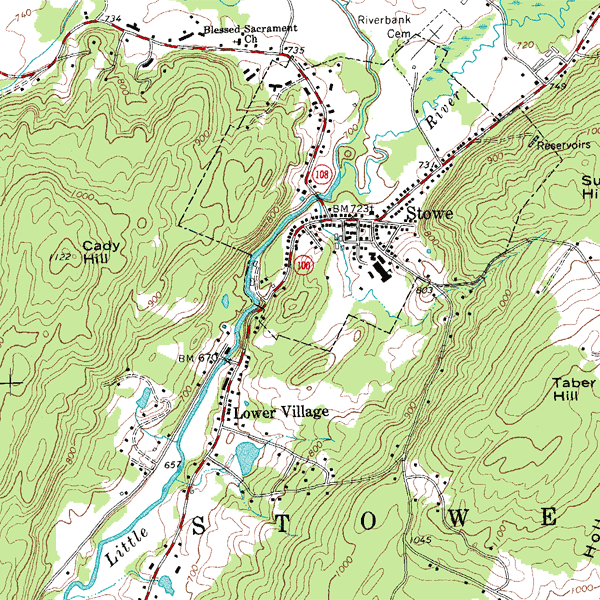
Зразок топографічної карти.

Умовні знаки і позначення в топографії і маркшейдерії — графічні малюнки відповідного розміру, форми і кольору, якими відображаються на картах чи у графічній маркшейдерській документації відповідно об'єкти місцевості (населені пункти, річки, озера, рельєф, рослинність, залізниці, автомобільні дороги тощо) та об'єкти гірничих розробок (промислові споруди, комунікації, склади корисної копалини і відвали порід, границі родовища, цілики, устя свердловин і стволів на земній поверхні, потужність і структура покладів корисних копалин, гірничі виробки кар'єрів і шахт, кріплення виробок, небезпечні зони і запобіжні споруди у виробках, транспорт і механізми при розробках, елементи гідрогеології і дренажу, електричне обладнання і електропостачання тощо).

## Класифікація
У.п. класифікують на: площинні, лінійні контурні (масштабні), позамасштабні (коли площа об'єктів не виражається в масштабі карти чи плану), комбіновані та пояснювальні. Підписи викреслюють також у поєднанні з У.п. для відповідних масштабів карти чи гірничої графічної документації згідно зі спеціальними «Таблицями умовних знаків», «Умовними позначеннями для гірничої графічної документації», державними стандартами.

## Креслення гірничо-графічної документації
Креслення гірничо-графічної документації поділяють на два види в залежності від їх змісту, способу розробки родовищ, призначення, умов залягання і ін. До першого відносять маркшейдерсько-геологічні документи, які було виконано на стадіях детальної розвідки, будівництва гірничодобувного підприємства та розробки родовищ. Вони складаються за результатами натурних вимірювань та обчислень і відображують рельєф і ситуацію земної поверхні території економічної зацікавленості гірничого підприємства, геологічні умови залягання родовища твердої корисної копалини, просторове положення та конфігурацію гірничих виробок, технологію розробки родовища, якісну і кількісну характеристику корисної копалини. До другого виду відносять експлуатаційно-технологічні документи, в яких відображується: ведення гірничих робіт; стан провітрювання гірничих виробок та пилогазового режиму, рудничного транспорту і підйому, електротехнічного господарства, рудничного освітлення; попередження і гасіння рудничних пожеж; запобігання затоплення діючих виробок, раптових викидів вугілля й газу, гірських ударів; санітарні правила і ін..
Для кожного гірничого підприємства спеціальними нормативними документами встановлюється перелік необхідних креслень обох видів. Державними стандартами встановлені загальні правила виконання креслень, їх сладання, підписів, нанесення необхідної інформації. Для багатьох об'єктів гірничого виробництва, що підлягають зображенню на графічній документації, розроблені умовні позначки, переважна більшість яких має специфічний характер і призначена для вузького кола спеціалістів відповідної гірничої галузі.